# Глен, Иэн
И́эн Глен (англ. Iain Alan Sutherland Glen, род. 24 июня 1961, Эдинбург, Шотландия, Великобритания) — британский актёр театра, кино и телевидения. Наиболее известен ролями доктора Александра Айзекса / Тирана в фильмах серии «Обитель зла» и сира Джораха Мормонта в фэнтезийном телесериале «Игра престолов».

## Ранние годы
Иэн Глен родился в Эдинбурге, Шотландия. Учился в Академии Эдинбурга, а после этого — в Абердинском университете. Актёрское образование получил в Королевской академии драматического искусства, где был удостоен золотой медали Бэнкрофта.

## Карьера
На театральной сцене Иэн Глен играл в таких спектаклях, как «Макбет», «Генрих V», «Гедда Габлер». В 2011 году стал режиссёром-постановщиком спектакля «Призраки». Среди его работ в кино стоит выделить роли в картинах «Розенкранц и Гильденстерн мертвы», «Лара Крофт: Расхитительница гробниц», «Песня для изгоя», «Обитель зла 2: Апокалипсис», «Обитель зла 3», «Обитель зла: Последняя глава», «Царство небесное».
20 августа 2009 года было объявлено, что Глен сыграет сира Джораха Мормонта в телесериале HBO «Игра престолов», экранизации серии романов Джорджа Мартина «Песнь льда и пламени». В 2010 году актёр сыграл роль отца Октавиана в двухсерийной истории «Время ангелов»/«Плоть и камень» в научно-фантастическом сериале «Доктор Кто». В 2011 году он исполнил роль сэра Ричарда Карлайла во втором сезоне «Аббатства Даунтон». В 2019 году Глен получил роль Брюса Уэйна в телесериале по вселенной DC «Титаны».

## Личная жизнь
С 1993 по 2004 год Глен был женат на Сюзанне Харкер. В этом браке у них родился сын, Финли. С 2005 года живёт с актрисой Шарлоттой Эммерсон. Пара воспитывает дочерей Мэри и Джулиет.

## Избранная фильмография
| Год       |   | Русское название                     | Оригинальное название                          | Роль                    |
| --------- | - | ------------------------------------ | ---------------------------------------------- | ----------------------- |
| 1986      | с | Таггерт                              | Taggart                                        | Скотт Адер              |
| 1988      | ф | Гориллы в тумане                     | Gorillas in the Mist: The Story of Dian Fossey | Брендан                 |
| 1990      | ф | Лунные горы                          | Mountains of the Moon                          | Джон Хеннинг Спик       |
| 1990      | ф | Превратности судьбы                  | Fools of Fortune                               | Уилли Куинтон           |
| 1990      | ф | Розенкранц и Гильденстерн мертвы     | Rosencrantz & Guildenstern Are Dead            | Гамлет                  |
| 1999      | с | Жёны и дочери                        | Wives and Daughters                            | мистер Престон          |
| 2000      | ф | Паранойя                             | Paranoid                                       | Стэн                    |
| 2001      | ф | Лара Крофт: Расхитительница гробниц  | Lara Croft: Tomb Raider                        | Манфред Пауэлл          |
| 2002      | ф | Сабина                               | Prendimi l’anima                               | Карл Густав Юнг         |
| 2002      | ф | Тьма                                 | Darkness                                       | Марк                    |
| 2003      | ф | Песня для изгоя                      | Song for a Raggy Boy                           | брат Джон               |
| 2004      | ф | Обитель зла 2: Апокалипсис           | Resident Evil: Apocalypse                      | доктор Айзекс           |
| 2005      | ф | Царство небесное                     | Kingdom of Heaven                              | Ричард I Львиное Сердце |
| 2007      | ф | Последний легион                     | The Last Legion                                | Орест                   |
| 2007      | ф | Обитель зла 3                        | Resident Evil: Extinction                      | доктор Айзекс           |
| 2009      | с | Закон и порядок: Лондон              | Law & Order: UK                                | Люк Слейд               |
| 2009      | ф | Гарри Браун                          | Harry Brown                                    | инспектор Чайлдс        |
| 2009      | ф | Иоанна — женщина на папском престоле | Die Päpstin                                    | сельский священник      |
| 2010      | с | Доктор Кто                           | Doctor Who                                     | Октавиан                |
| 2010      | с | Призраки                             | Spooks                                         | Вон Эдвардс             |
| 2011      | с | Ответный удар                        | Strike Back                                    | Джеральд Кроуфорд       |
| 2011      | с | Аббатство Даунтон                    | Downton Abbey                                  | сэр Ричард Карлайл      |
| 2011      | ф | Железная леди                        | The Iron Lady                                  | Альфред Робертс         |
| 2011—2019 | с | Игра престолов                       | Game of Thrones                                | Джорах Мормонт          |
| 2012      | с | Пустая корона                        | The Hollow Crown                               | Уорвик                  |
| 2012      | с | Хейвен                               | Haven                                          | Роланд Холлоуэй         |
| 2012      | с | Улица потрошителя                    | Ripper Street                                  | Мэдок Фолкнер           |
| 2013      | с | Борджиа                              | The Borgias                                    | Джироламо Савонарола    |
| 2013      | с | Пуаро Агаты Кристи                   | Agatha Christie’s Poirot                       | Доктор Уиллоби          |
| 2013      | ф | Пипец 2                              | Kick Ass 2                                     | дядя Ральф              |
| 2014      | с | Красный шатёр                        | The Red Tent                                   | Иаков                   |
| 2015      | ф | Всевидящее око                       | Eye in the Sky                                 | Джеймс Уайлетт          |
| 2016      | ф | Обитель зла: Последняя глава         | Resident Evil: The Final Chapter               | доктор Айзекс           |
| 2017      | ф | Моя кузина Рейчел                    | My Cousin Rachel                               | Ник Кендалл             |
| 2019—2021 | с | Титаны                               | Titans                                         | Брюс Уэйн               |
| 2020      | ф | Чёрная Красавица                     | Black Beauty                                   | Джон Мэнли              |
| 2021      | ф | Приливы                              | Tides                                          | Гибсон                  |
| 2023      | с | Укрытие                              | Silo                                           | Доктор Пит Никколс      |
| 2023      | с | Буровая                              | Drilling                                       | Магнус                  |

## Награды и номинации
| Награды и номинации | Награды и номинации                  | Награды и номинации                             | Награды и номинации                          | Награды и номинации | Награды и номинации |
| Год                 | Награда                              | Категория                                       | Фильм или сериал                             | Результат           | Примечания          |
| ------------------- | ------------------------------------ | ----------------------------------------------- | -------------------------------------------- | ------------------- | ------------------- |
| 1990                | Берлинский кинофестиваль             | Серебряный медведь                              | Немой крик                                   | Победа              |                     |
| 1991                | Evening Standard British Film Awards | Лучший актёр                                    | Лунные горы, Превратности судьбы, Немой крик | Победа              |                     |
| 2012                | Премия Гильдии киноактёров США       | Лучший актёрский состав в драматическом сериале | Игра престолов                               | Номинация           |                     |
| 2013                | Премия Гильдии киноактёров США       | Лучший актёрский состав в драматическом сериале | Аббатство Даунтон                            | Победа              |                     |
| 2014                | Премия Гильдии киноактёров США       | Лучший актёрский состав в драматическом сериале | Игра престолов                               | Номинация           |                     |
| 2015                | Премия Гильдии киноактёров США       | Лучший актёрский состав в драматическом сериале | Игра престолов                               | Номинация           |                     |
| 2016                | Премия Гильдии киноактёров США       | Лучший актёрский состав в драматическом сериале | Игра престолов                               | Номинация           |                     |
| 2016                | Taormina International Film Festival | Лучший актёр                                    | Игра престолов                               | Победа              |                     |
| 2018                | Gold Derby Awards                    | Ансамбль года                                   | Игра престолов                               | Номинация           |                     |
| 2018                | Премия Гильдии киноактёров США       | Лучший актёрский состав в драматическом сериале | Игра престолов                               | Номинация           |                     |
| 2018                | The Equity Ensemble Awards           | Лучший актёрский состав в драматическом сериале | Умник                                        | Победа              |                     |
| 2019                | IGN Summer Movie Awards              | Лучший телевизионный ансамбль                   | Игра престолов                               | Номинация           |                     |
| 2019                | IGN Summer Movie Awards              | Приз зрительских симпатий                       | Игра престолов                               | Победа              |                     |
| 2020                | Премия Гильдии киноактёров США       | Лучший актёрский состав в драматическом сериале | Игра престолов                               | Номинация           |                     |
| 2020                | CinEuphoria Awards                   | Почётная награда                                | Игра престолов                               | Победа              |                     |